# 都電雜司谷停留場
都電雜司谷停留場（日语：／ Toden-zōshigaya teiryūjo */?）是一個位於東京都豐島區南池袋三丁目，屬於荒川線的停留場。
此站與副都心線的雜司谷站不轉乘，而是與南鄰的鬼子母神前停留場轉乘。因此雜司谷站開業時，此停留場的名稱由「雜司谷」改為「都電雜司谷」。

## 歷史
- 1925年（大正14年）12月12日：作為雜司谷停留場開業。
- 2008年（平成20年）6月14日：伴隨副都心線雜司谷站的開業，停留場的名稱改為都電雜司谷[2]。

## 停留場構造
對向式月台2面2線。
| 月台 | 路線                   | 方向 | 目的地                           |
| ---- | ---------------------- | ---- | -------------------------------- |
| 東側 | 都電荒川線（東京櫻電） | 上行 | 學習院下、面影橋、早稻田方向     |
| 西側 | 都電荒川線（東京櫻電） | 下行 | 大塚站前、王子站前、三之輪橋方向 |

## 历史
- 1925年（大正14年）12月12日 - 開業。
- 2008年（平成20年）6月14日 - 因副都心線雜司谷站開業，停留場改稱為「都電雜司谷」。

## 相鄰停留場
東京都交通局
 都電荒川線（東京櫻電）
鬼子母神前（SA 27）－都電雜司谷（SA 26）－東池袋四丁目（SA 25）

## 外部連結
- 都電雜司谷停留場 （页面存档备份，存于） - 東京都交通局